# Стокгольм-Центральний

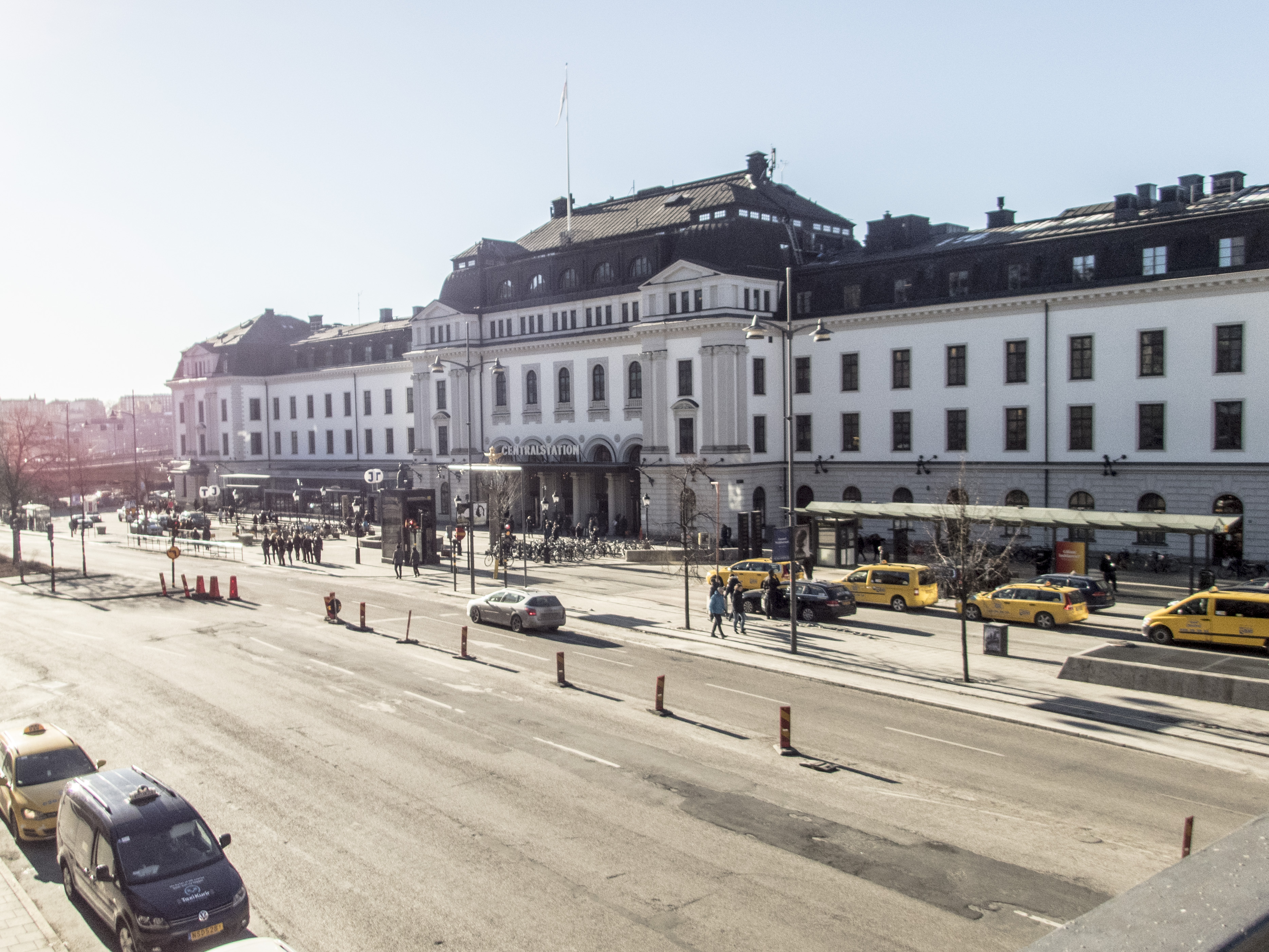
Екстер'єр вокзалу станції Стокгольм-Центральний

Стокгольм-Центральний (швед. Stockholms centralstation) — залізнична станція у Стокгольмі, Швеція. Розташований у районі Нормальм на Васагатан/ Центральплан. Станція відкрита 18 липня 1871 року, до 10 липня 2017 року щоденно приймала понад 200 000 відвідувачів, з них 170 000 пасажирів (105 000 - приміські потяги, 25 000 - Арланда-Експрес та 40 000 - іншими потягами).

## Історія
Станція була побудована у 1867 - 1871 рр. під проводом архітектора Адольф В. Едельсварде.
У 1958 році було відкрито підземний перехід до станції метро Т-Сентрален. У 2017 році приміські перевезення перенесено на окрему станцію, Стокгольм-Сіті на відстані одного кілометра від станції Стокгольм-Центральний.

## Операції
Станція складається з двох частин:
- 1-7 колія, північний напрямок, є кінцевою станцію для Східної, Меларенської і Арландської залізниць. Колії 1 та 2 зарезервовані для Арланда-Експрес та мають високу платформу. Колія 3 в основному використовується Uppsalapendeln, колії 4-7 використовуються для міжміського та регіонального трафіку напрямок — північ.
- Колії 10 - 19 використовуються для Західної Головної залізниці та і місцевих приміських поїздів.

## Пересадки
Автостанція " Cityterminalen" розташована поруч із Стокгольм-Центральний, безпосередньо сполучена коротким пішохідним тунелем.
На міські автобусні маршрути Vasagatan: 53, 65, 69, 91, 191, 192, 193, 194, 195, 196, 197, 198, 491, 492, 496 Kungsbron: 1, 91.
На станцію Стокгольмської приміської залізниці Стокгольм-Сіті
На станції Стокгольмського метро Т-Сентрален (станція метро, Червона та Зелена лінія) та Т-Сентрален (станція метро, Синя лінія)